# 真言宗醍醐派
真言宗醍醐派（しんごんしゅうだいごは）は、日本における真言系仏教宗派のひとつで、古義真言宗に属する。総本山は醍醐寺。修験道の一派、当山派の中心でもある。
- 宗祖：弘法大師（空海）
- 派祖：理源大師（聖宝）
- 中興：義演准后

## 法流
- 三宝院流

洞泉相承と伝えられるが醍醐寺発行の血脈には洞泉房性善の名はなく実質的に定済方である）。また斎藤明道『三宝院流幸心方四度加行伝授目録』によれば「醍醐三宝院は彼の定済の末流なり。然るに後の門跡賢俊、光済等の時、武家眤近の権柄を執て法流に於ては大概断絶するか、無念の事也（中略）今当院伝うる処は即ち此の良純、真源の相承也」と述べられている。現在醍醐寺より発行されている血脈で言えば三宝院流定済方ではある。しかし斎藤氏が述べられているように定済方の血脈は既に断絶しており、昭和三年の段階で斎藤氏は真源の相承であったと述べられている。このように醍醐寺に於ける法流は錯綜している状況と言わざるを得ない。
なお斎藤氏は岡田戒玉師の徒弟であり、平之亮禅より伝授を受けられ、醍醐寺教学部長、伝法学院講師を勤められ、塔頭寺院成身院の住職であった。
- 恵印法流

## 宗紋
- 五七桐(慣用で使用)

## 寺格
- 総本山 醍醐寺
- 大本山 三宝院・転法輪寺・西国寺・道隆寺・観音寺・龍泉寺
- 別格本山 金剛王院、理性院、報恩院、光台院、無量寿院、品川寺、塩船観音寺、大明王院、永安寺、法界寺、金胎寺、松尾寺、千光寺、龍華寺、十波羅蜜寺、興隆寺、修禅寺、阿弥陀院、大宝院
- 準別格本山 道仙寺、三光寺、弘川寺、浄土寺、大山寺、海岸寺、摩尼院、吉祥寺、普門院
- 別院
- 一般寺院

## 沿革
真言宗醍醐派の歴史は醍醐寺の開創に始まる。聖宝が如意輪観音・准胝観音を彫刻して深雪山山上に祀ったことが醍醐寺の起源となった。醍醐天皇・朱雀天皇が誕生されるに当って、皇室より聖宝に対して祈祷の依頼があり、無事に出産、誕生されたために、皇室の帰依を得るようになった。この後より、伽藍の整備が整い、現在の醍醐寺の基礎が確立した。
平安時代、摂関政治が隆盛を極めるころには、皇室の保護が薄くなった。院政期になると、醍醐天皇系統の宇多源氏・村上源氏が財政的・人事的にも醍醐寺を護持する中心となり、伽藍・諸堂の拡充、醍醐寺座主を輩出することになった。
真言宗の事相（真言密教の儀礼・実践方法）の法流の一つである小野流の研究が盛んであった。事相研究のなかで、特に図像研究においては、中心寺院として知られていた。
応仁の乱では伽藍の多くを失い、衰微した時期があったが、当時の座主であった義演が豊臣秀吉と友好的な関係であったため、豊臣氏が財政的な援助を行って伽藍を建立し、本格的な復興を果たした。
明治時代に入ると、明治新政府に寺領・特権を返上して衰微したが、やがて文化財保護が重要視されるようになると伽藍の整備・寺宝の保護が図られるようになる。しかし、明治政府の宗教政策により、他の真言宗宗派と1879年（明治12年）に合同し、東寺の傘下に入って定額寺・大本山として、醍醐寺・三宝院がともに列した。
1900年（明治33年）9月、醍醐寺を本山とする真言宗醍醐派として独立する。
醍醐寺は、真言宗系修験道を支配する寺院であったが、明治に入って修験寺院の廃止が決定すると、寺院内に恵印部を設けて修験寺院の統制を行った。が、1919年（大正8年）には恵印部を廃し、修験寺院を末寺とすることになった。
1941年（昭和16年）3月、古義真言宗・新義真言宗系の宗派が政府の政策によって合同し、大真言宗が成立する。
戦後である1946年（昭和21年）に大真言宗より独立し、真言宗醍醐派として現在に至っている。

## 醍醐寺座主(三宝院門跡)歴代
1. 聖宝
2. 観賢
3. 延敒
4. 延性
5. 貞崇
6. 一定
7. 定助
8. 仁交
9. 観理
10. 宝縁
11. 慶助
12. 明観
13. 覚源
14. 定賢
15. 勝覚(1)
16. 定海(2)
17. 元海(3)
18. 実運(4)
19. 勝賢(5)
20. 実継(6)
21. 成賢(7)
22. 良海(8)
23. 聖海法親王(9)
24. 勝尊(10)
25. 憲深(11)
26. 定済(12)
27. 定勝(13)
28. 道性(14)
29. 聖憲(15)
30. 聖雲法親王(16)
31. 定任(17)
32. 賢助(18)
33. 聖尊(19)
34. 聖尋(20)
35. 賢俊(21)
36. 光済(22)
37. 聖珍(23)
38. 光助(24)
39. 満済(25)
40. 義賢(26)
41. 政深(27)
42. 義寛(28)
43. 政紹(29)
44. 持厳(30)
45. 義堯(31)
46. 義演(32)
47. 覚定(33)
48. 高賢(34)
49. 房演(35)
50. 実演(36)
51. 良演(37)
52. 高演(38)
53. 勝演(39)
54. 定演(40)
55. 大原演護(41)
56. 寺島真応(42)①
57. 和気宥雄(43)②
58. 多田実円(44)③
59. 天野快道(45)④
60. 平之亮禅(46)⑤
61. 佐伯恵眼(47)⑥
62. 岡田戒玉(48)⑦
63. 細川英道(49)⑧
64. 仲田順海(追贈)
65. 麻生信雄(追贈)
66. 岡田宥秀(50)⑨
67. 麻生文雄(51)⑩
68. 仲田順和(52)⑪
69. 壁瀬宥雅(53)⑫

(　)内は、三宝院門跡歴代
○数字は醍醐派管長歴代

## 宗務組織
- 管長（終身制・醍醐寺座主・三宝院門跡を兼職する者）
- 宗務所（醍醐寺内に設置）
  - 宗務総長
  - 執行長
  - 執行
  - 庶務部（部長・主事・書記を置く）
  - 教務部（部長・主事・書記を置く）
  - 財務部（部長・主事・書記を置く）
- 真言宗醍醐派宗会
  - 公選議員10名・特任議員2名（計12名）で構成。（任期4年。）
- 地方宗務
  - 宗務支所（北海道・山形北部・山形南部・新潟・山梨・静岡・三河東・三河西・尾張・岐阜・三重・京都・奈良・大阪・兵庫・備前・備中・美作・広島・山口・鳥取・島根・高知・香川・愛媛・福岡・大分・熊本・肥前）
  - 直轄支所（外国を含む）

## 僧階（全15階級）・布教師
括弧内は法衣の色
- 1級 大僧正（緋）
- 2級 権大僧正（紫）
- 3級 中僧正（紫）
- 4級 権中僧正（紫）
- 5級 少僧正（紫）
- 6級 権少僧正（紫）
- 7級 大僧都（萌葱）
- 8級 権大僧都（萌葱）
- 9級 中僧都（萌葱）
- 10級 権中僧都（萌葱）
- 11級 少僧都（浅葱）
- 12級 権少僧都（浅葱）
- 13級 大律師（浅葱）
- 14級 律師（浅葱）
- 15級 権律師（浅葱）

### 布教師
- 本山布教師
- 布教師
- 布教師補

## 僧籍
- 得度（度牒）、四度加行の後、伝法灌頂に入壇。さらに布教師に補された者。

## 年中行事
- 1月5日 年頭式・初護摩供養
- 1月6日 初聖宝会
- 2月15日～21日 五大力尊仁王会前行・御遷座式
- 2月23日　五大力尊仁王会
- 3月第1日曜日 奥之院初回峯行
- 3月18日～24日 春季彼岸法要
- 3月24日～5月6日 霊宝館開館 ・国宝金堂特別内拝
- 4月1日～21日 清瀧大権現例祭桜会・大般若転読法要
- 4月第2日曜　豊太閤花見行列
- 5月18日 西国三十三所観音霊場第11番札所・本尊准胝観音御開扉法要厳修
- 5月21日 三宝院流得度式
- 6月7～9日　三宝院門跡大峰山花供入峰
- 6月15日 宗祖弘法大師降誕会法要
- 7月7日 葛城山花供入峰
- 7月13日～15日 盂蘭盆会法要
- 7月下旬（4日間） 少年少女の集い
- 7月19～23日　三宝院門跡奥駈修行
- 8月5日　醍醐山萬燈供養会
- 8月6日（午前10時） 開山忌竪義会（開山理源大師御命日）
- 9月20日～26日 秋季彼岸法要
- 10月第1土曜日　霊宝館開館・国宝金堂特別内拝
- 12月第1日曜日　霊宝館開館・国宝金堂特別内拝
- 10月23日 五大力講世話方総会
- 12月上旬 修験伝法教校
- 12月21日 三宝院流伝法灌頂

## 教育機関
- 醍醐山伝法学院（醍醐寺内）
- 種智院大学（協同経営）
- 洛南高等学校・附属中学校（協同経営）

## 教義
古義真言宗の教義に準じる

## 施設
- 醍醐寺文化財研究所
- 霊宝館